# Las gemelas (telenovela de 1961)
Las gemelas es una telenovela mexicana que se transmitió por Telesistema Mexicano (luego Televisa) en 1961, con 60 episodios de 30 minutos de duración. Producción de Ernesto Alonso. La telenovela fue muy bien acogida por el público aumentando los niveles de rating y logrando excelentes resultados gracias a la magnífica interpretación de Beatriz Aguirre como las supuestas gemelas "Paula y Amelia", además de la actuación de Rafael Bertrand como Carlos. El personaje de Aguirre es recordado como una de las mejores villanas de la historia de las telenovelas.

## Argumento
El pintor Carlos se enamora de dos mujeres de aspecto similar: Paula y Amelia, pero luego descubre que son la misma persona.

## Elenco
- Beatriz Aguirre ... Paula/Amelia
- Rafael Bertrand ... Carlos
- Magda Guzmán
- Carlos Agostí
- Eduardo Noriega
- Miguel Manzano
- Manola Saavedra
- Emma Roldán
- Alicia Montoya

## Producción
- Historia Original: Marissa Garrido
- Producción: Ernesto Alonso

## Versiones
- Televisa realizó en el año 1969 un remake de esta telenovela titulado Puente de amor bajo la producción de Ernesto Alonso y dirección de Raúl Araiza. Protagonizada por Angélica María y Miguel Manzano.
- SBT realizó la versión brasileña titulada A ponte do amor en 1983.